# Tiraspol
Tiraspol (en forme longue : la municipalité de Tiraspol) est une ville de Moldavie, située sur la rive orientale (gauche) du fleuve Dniestr. Avec 159 163 habitants en 2004, elle se place au deuxième rang des villes les plus peuplées du pays. C'est aussi la capitale de la république moldave de Transnistrie, entité sécessionniste de la Moldavie non reconnue internationalement.
Tiraspol est connue pour être l'une des dernières villes arborant encore les symboles de l'ancienne Union des républiques socialistes soviétiques. De nombreuses statues datant de l'ère communiste sont toujours présentes dans les rues (notamment celles de Lénine). La ville a aussi conservé de nombreux édifices de style stalinien.

## Géographie
Tiraspol est située dans la plaine d'Europe orientale, à environ 75 km de Chișinău et à environ 105 km d'Odessa.
Le climat de Tiraspol est qualifié de continental humide, bien qu'il soit situé à proximité d'une zone de climat océanique et qu'il possède certaines caractéristiques d'un climat subtropical humide, dû à ses étés chauds, dont la température moyenne oscille autour de 21 °C en juillet et août. Quant aux hivers, la température moyenne oscille autour de - 2,7 °C. Les précipitations sont plus fréquentes en juin et juillet et totalisent environ 500 mm pour une année.

## Histoire

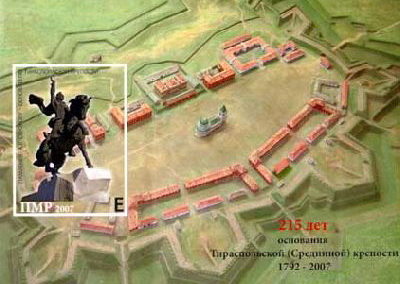
Timbre de Transnistrie pour le de la fondation de la ville par Souvorov (1792).

Le nom de la ville vient du grec Tyras (nom grec du Dniestr) et polis (ville), selon la vogue grecque du projet de Catherine la Grande. Elle est fondée en 1792 par Alexandre Souvorov.
- Moyen Âge : Tiraspol est une zone tampon entre les Tatars et la Moldavie.

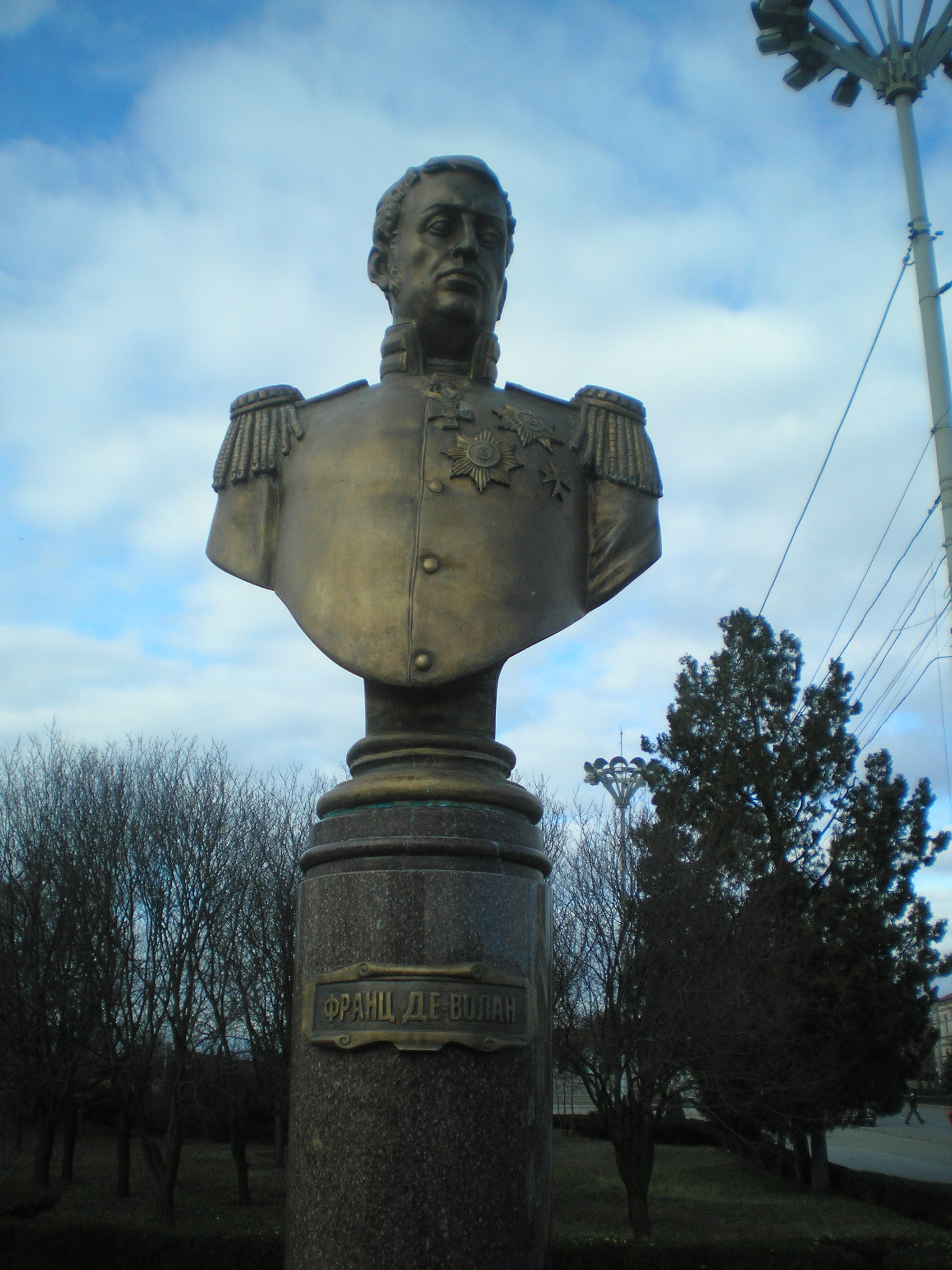
Buste de François de Wollant à Tiraspol.

- Après la guerre russo-turque de 1787-1792 et la victoire russe confirmée par le traité de Jassy, les Turcs cèdent à l'Empire russe la partie située entre le Boug méridional et le Dniestr qui devient l'oblast d'Otchakov. Il fut décidé de construire des forteresses le long de la frontière du Dniestr. L'une d'entre elles, construite sous la direction du général François Sainte de Wollant (1752-1818) sur le modèle de Neuf-Brisach, est à l'origine de Tiraspol, qui accéda au statut de ville en 1795.
- 1808 : Tiraspol devient chef-lieu de l'ouïezd de Tiraspol, dans le gouvernement de Kherson. La ville atteint 5 000 habitants et 10 000 habitants au milieu du XIXe siècle.
- 1867 : Le chemin de fer relie la ville à Odessa.
- 1873 : Le chemin de fer la relie à Chișinău (en russe Kichinev). Sur la voie de Chișinău à Odessa, principal débouché des produits agricoles de la Bessarabie russe, Tiraspol devient une ville commerciale importante et cosmopolite où s'épanouissent plusieurs cultures (russe, ukrainienne, juive, arménienne, grecque...).
- 1918-1921 : Guerre civile russe durant laquelle ont lieu les massacres d'anciens officiers et bourgeois ordonnés par Vladimir Ioudovskiy (ru) président de la république soviétique d'Odessa, suivie par la Première famine soviétique. Tiraspol se dépeuple mais les victimes sont remplacées par les familles des gardes-frontières soviétiques chargés d'intercepter les personnes fuyant le bolchévisme vers la Bessarabie désormais roumaine, où les attend l'« Office international Nansen pour les réfugiés » : Russes blancs, anciens aristocrates, bourgeois, marchands (dont un grand nombre de juifs russes), soi-disant « koulaks », intellectuels, indépendantistes ukrainiens, anarchistes, paysans affamés, tous indistinctement classés comme « éléments contre-révolutionnaires »[2].
- 1924 : Staline crée la République socialiste soviétique autonome moldave en Ukraine, avec Balta comme capitale et Tiraspol comme ville principale. Le roumain est la langue officielle, avec un alphabet latin.
- 1929 : Tiraspol devient la capitale de la République socialiste soviétique autonome moldave, jusqu'en 1940.
- 1931-1936 : Deuxième famine soviétique, suivie par les Grandes Purges. Tiraspol est un centre de tri où les fuyards qui tentent de passer en Roumanie et qui sont capturés par les garde-frontières sont regroupés pour être envoyés par trains au Goulag[3].
- 1940 : Tiraspol est intégrée à la nouvelle République socialiste soviétique moldave formée par la fusion de la République socialiste soviétique autonome moldave et des deux-tiers de la Bessarabie prise à la Roumanie.
- 1941 : Tiraspol est occupée par l'Allemagne nazie, puis administrée par les fascistes roumains qui y commettent des crimes contre l'humanité envers les Juifs, accusés en bloc d'être bolchéviks.
- 1944 : Tiraspol est libérée par l'Armée rouge et réintégrée à la République socialiste soviétique moldave.

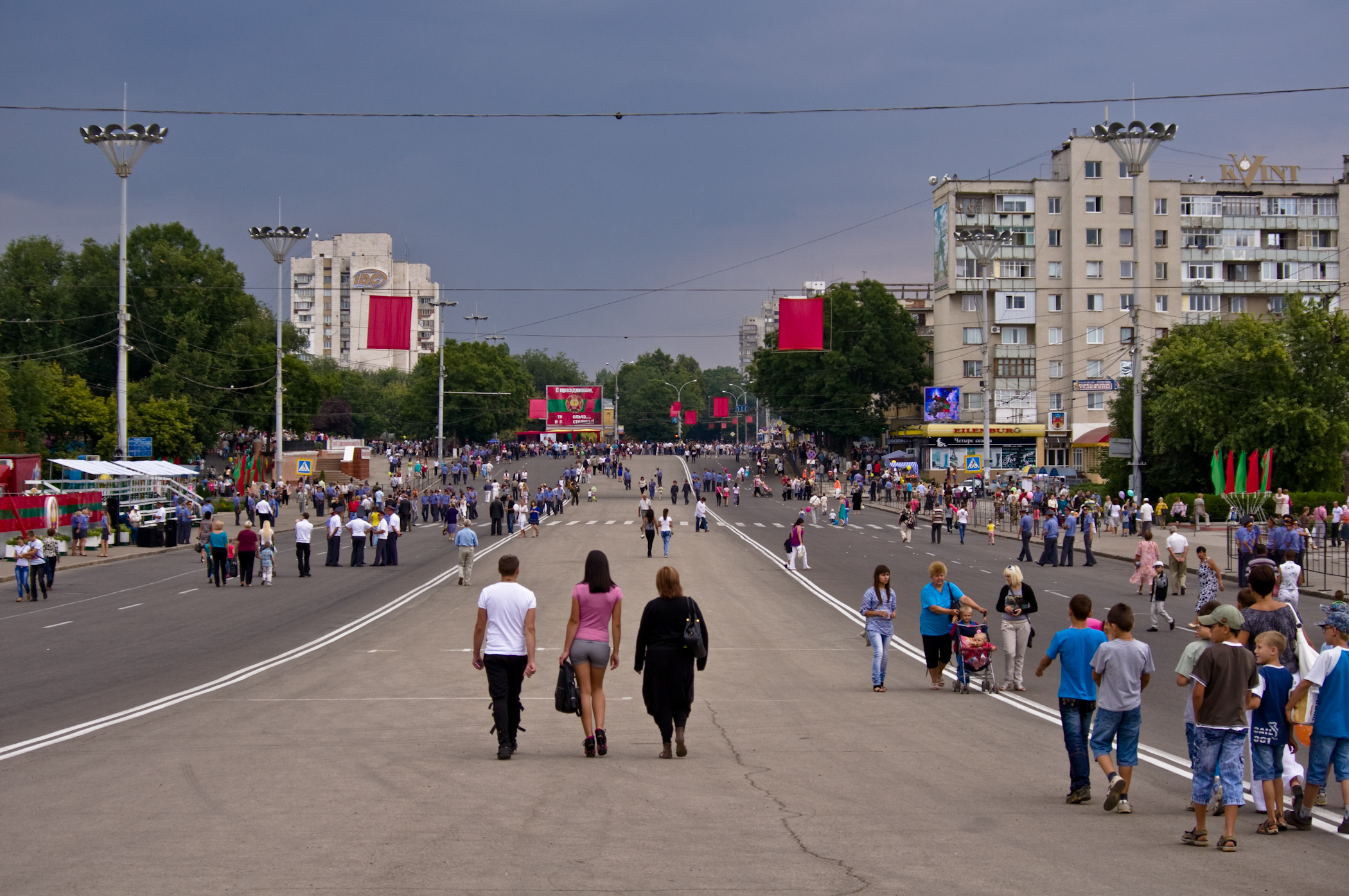
Vue de la place Souvorov après la parade du de la création de la république moldave du Dniestr en 2011.

- 1946-1947 : Troisième famine soviétique ; jusqu'en 1955 Tiraspol est à nouveau un centre de tri où les dissidents et les Moldaves accusés de s'opposer au pouvoir soviétique ou à la collectivisation sont regroupés pour être envoyés au Goulag par voie ferrée[4].
- 1955-1990 : l'industrialisation de la république de Moldavie est regroupée à Tiraspol.

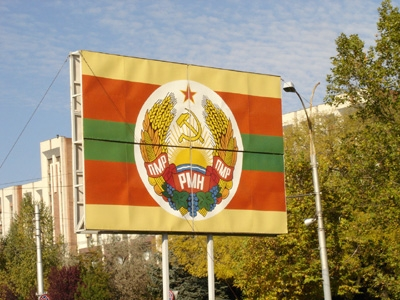
Symboles soviétiques dans une rue de Tiraspol.

- 27 janvier 1990 : pendant que les Moldaves réclament leur autonomie au sein de l'URSS et le statut de langue officielle du pays pour leur langue, les russophones majoritaires à Tiraspol et Tighina (en russe Bendery) organisent un référendum pour maintenir le russe comme langue officielle, pour déclarer leurs territoires indépendants de la Moldavie et pour réclamer leur maintien au sein de l'URSS. Ils contrôlent 80 % du potentiel industriel moldave et la voie ferrée reliant le nord et le sud du pays ainsi que son débouché vers Odessa.
- 2 septembre 1990 : Après la proclamation par la république de Moldavie du roumain comme langue officielle, les russophones et ukrainiens vivant à l'est du Dniestr et dans la ville de Bendery déclarent leur indépendance face à la Moldavie en tant que république moldave du Dniestr (que les russes appellent « Pridniestrie » et les étrangers « Transnistrie »), avec Tiraspol comme capitale. Le Soviet suprême de l'URSS ne reconnaît pas officiellement cette nouvelle république soviétique autoproclamée, mais le maintien de la XIVe armée russe en garnison à Tiraspol empêche le gouvernement de Chișinău d'établir son autorité sur la Transnistrie.
- Lors de la dislocation de l'URSS, les autorités de Tiraspol proclament l'indépendance de la Transnistrie, mais celle-ci n'est pas reconnue internationalement (à l'exception d'autres républiques sécessionnistes autoproclamées comme l'Abkhazie ou l'Ossétie du Sud). Le pays conserve le système du parti unique, une armée très forte par rapport à sa taille (les forces armées transnistriennes sont aussi importantes que celles de la Moldavie), l'écriture cyrillique pour la langue moldave, l'ancien drapeau soviétique de la Moldavie et les symboles soviétiques, mais passe à l'économie de marché et accorde la liberté religieuse.

## Population
En 2004, la ville comptait 159 163 habitants dont 41,6 % de Russes, 33 % d'Ukrainiens et 15,2 % de Moldaves, pour 54,6 % de femmes et 45,4 % d'hommes.
Le tableau suivant fait état de l'évolution démographique de Tiraspol en fonction des recensements ou d'estimations de la population :
| 1926*  | 1939*  | 1959*  | 1970*   | 1979*   | 1995    | 2001*   |
| ------ | ------ | ------ | ------- | ------- | ------- | ------- |
| 29 700 | 38 000 | 63 000 | 105 000 | 119 000 | 130 870 | 159 163 |

## Transports

### Trolleybus

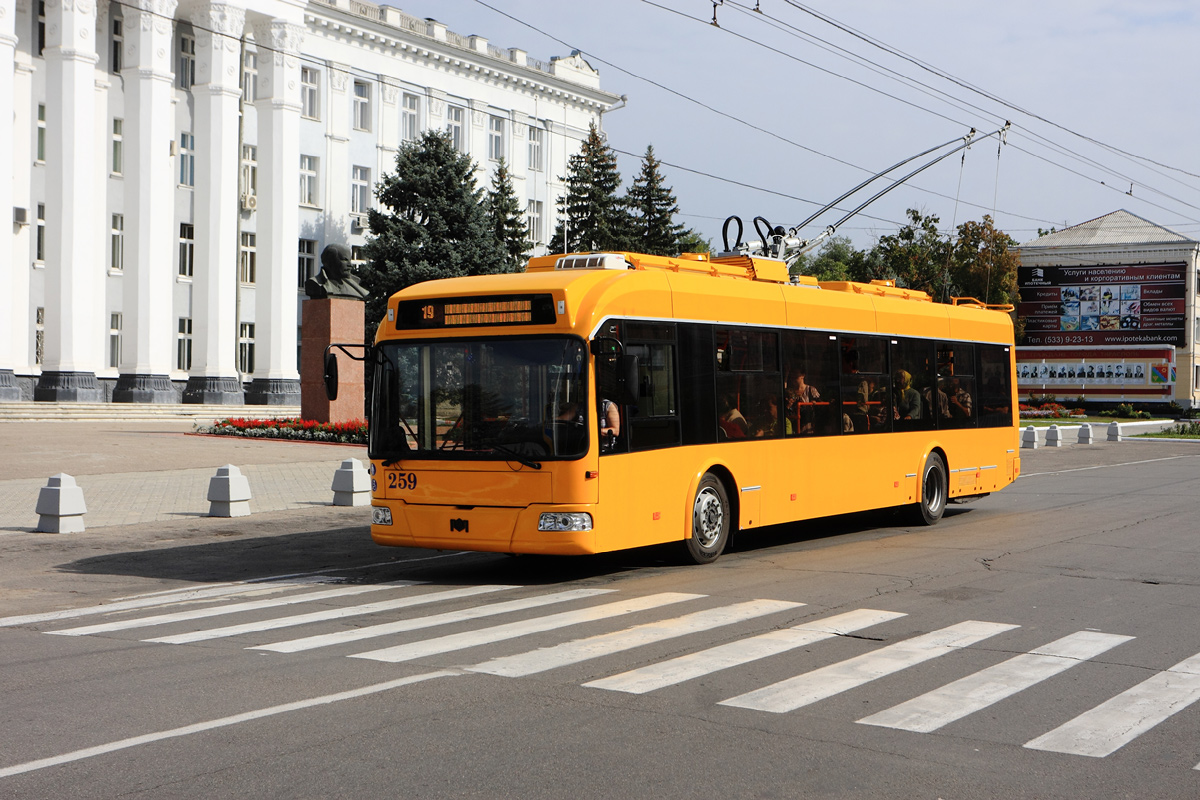
Тrolleybus AKSM-321 à Tiraspol.

Les lignes de trolleybus apparaissent à Tiraspol en 1967. En 1993, Tiraspol est reliée à Bendery (Tighina) par trolleybus, par une ligne de 13,3 kilomètres. Les lignes de trolleybus en 2012 atteignent plus de 70 kilomètres de longueur au total selon neuf itinéraires en ville et une ligne extérieure. Vingt-sept trolleybus sont en fonction de type ZiOu-682, dix de type AKSM-321, cinq de type МАZ-103Т et deux de type АКSМ-420. Un trolleybus équipé de Wi-Fi a été lancé en novembre 2013.

### Taxis
Les taxis collectifs constituent un moyen ordinaire (et commun à plusieurs pays de l'Est) pour relier les différents quartiers (micro-raions) de la ville entre eux. Il existe ainsi 28 lignes intérieures et 80 lignes extérieures qui relient les quartiers de la ville et de sa banlieue. Ce sont pour la plupart des compagnies privées qui les gèrent. Treize compagnies privées exploitent 24 heures sur 24 des taxis par réservation.

### Autobus

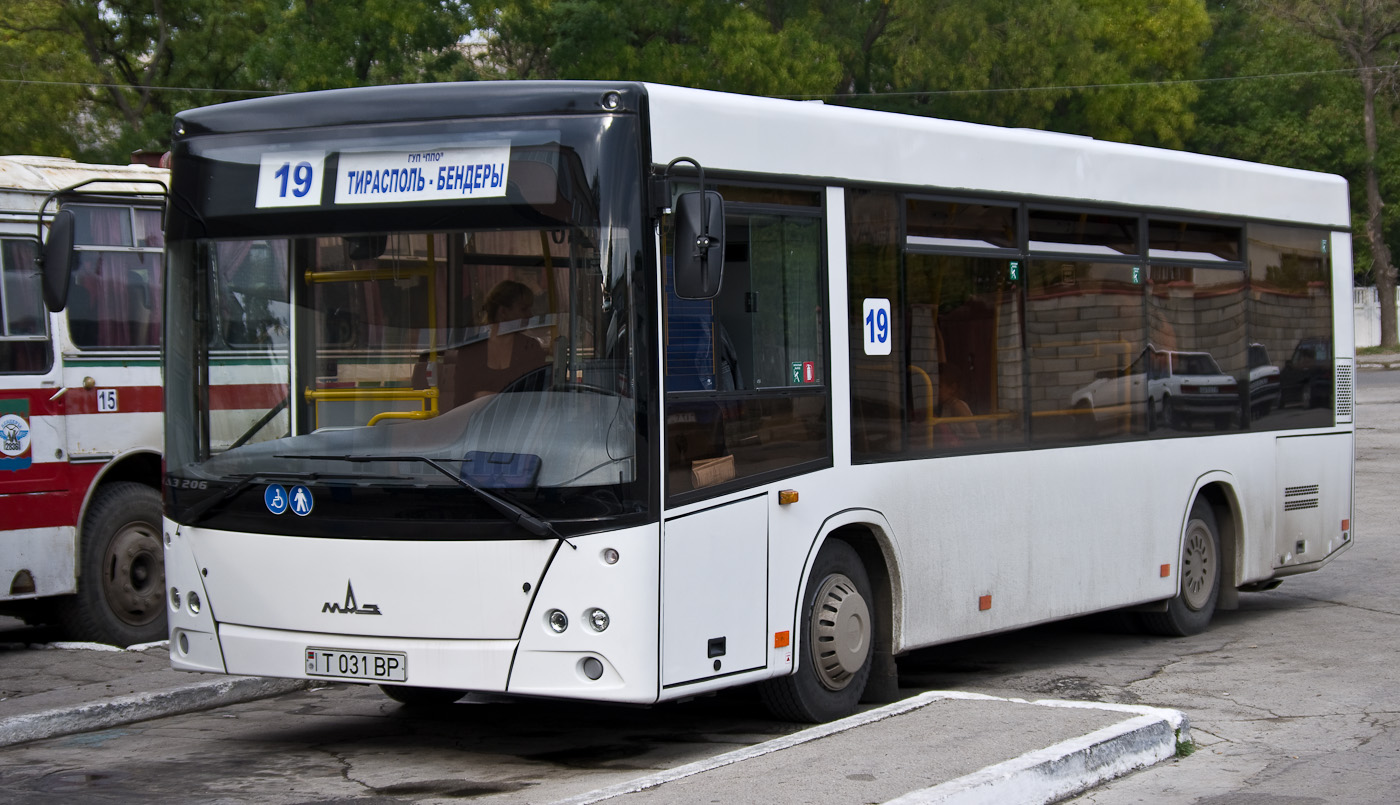
Autobus МАZ-206 sur la ligne Tiraspol - Bendery.

Lorsque le trolleybus est inauguré en 1967, il remplace plusieurs lignes d'autobus. Au début des années 1990, il existait six lignes no 3, 4, 6, 7, 9, 11. Dix ans plus tard, elles cessent de fonctionner. En 2012, l'administration municipale décide de remettre en fonction de nouvelles lignes avec un matériel nouveau.
Elles sont équipées d'autobus de type МАZ-103 et МАZ-104, qui fonctionnent sur la ligne no 9 (Tirotex — microraïon Zapadny, de l'Ouest) et no 11 (Тirotex — Blijny Khoutor), ainsi que du type МАZ-206 sur la ligne no 19 entre Tiraspol (Tirotex) et la ville de Bendery. En juillet 2013, la ligne no 19 est suspendue et les autobus МАZ-206 sont mis en fonctionnement pour la ligne no 7 de la ville de Bendery (centre-microraïon Severny, du Nord),.

### Autocars
Il est possible de se rendre de Tiraspol par autocar vers Grigoriopol et les autres villes du nord de la Transnistrie, vers Chișinău, et vers Comrat en Gagaouzie.

### Gare ferroviaire

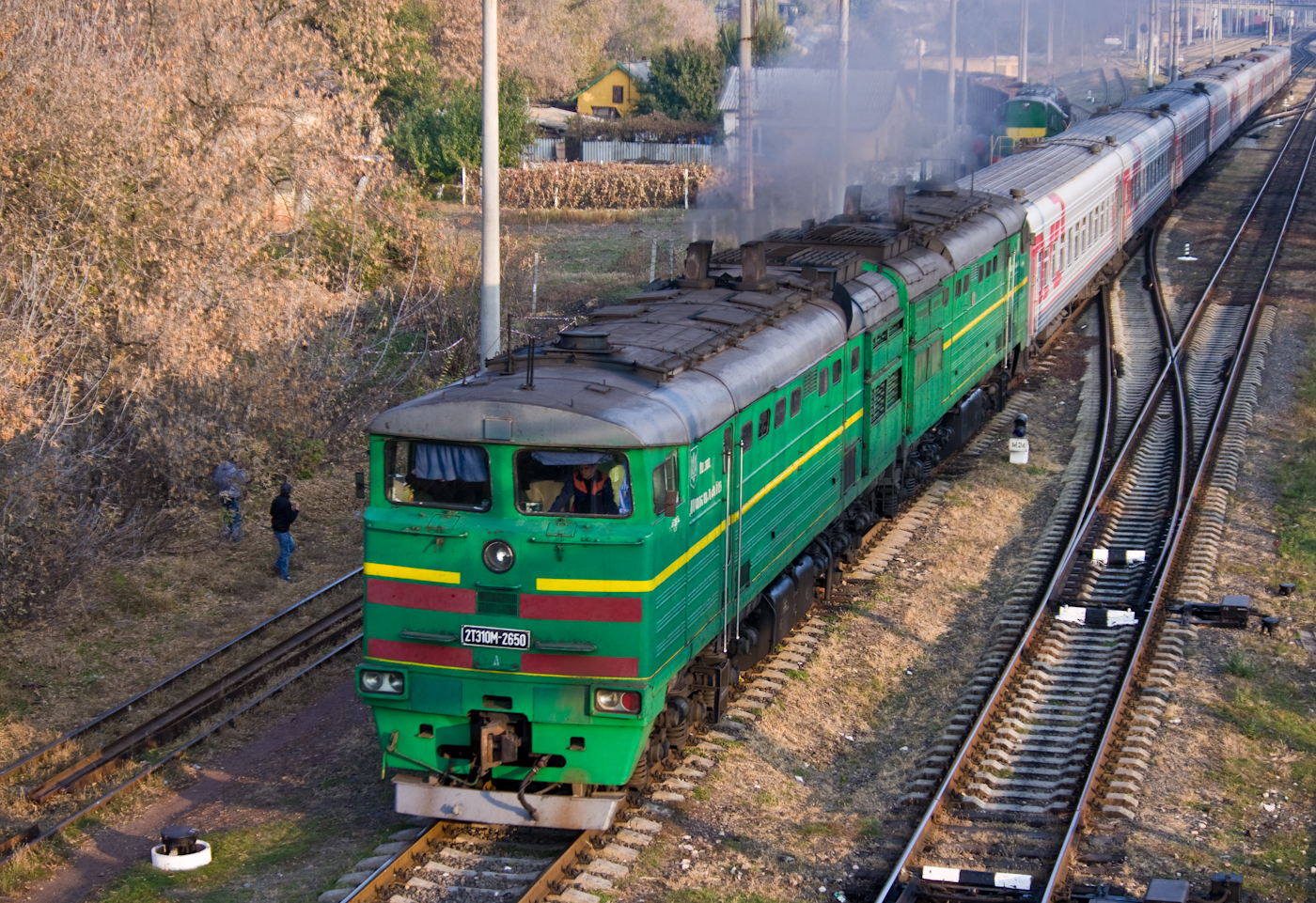
Locomotive 2ТE10М-2650 sur la ligne Moscou - Chișinău.

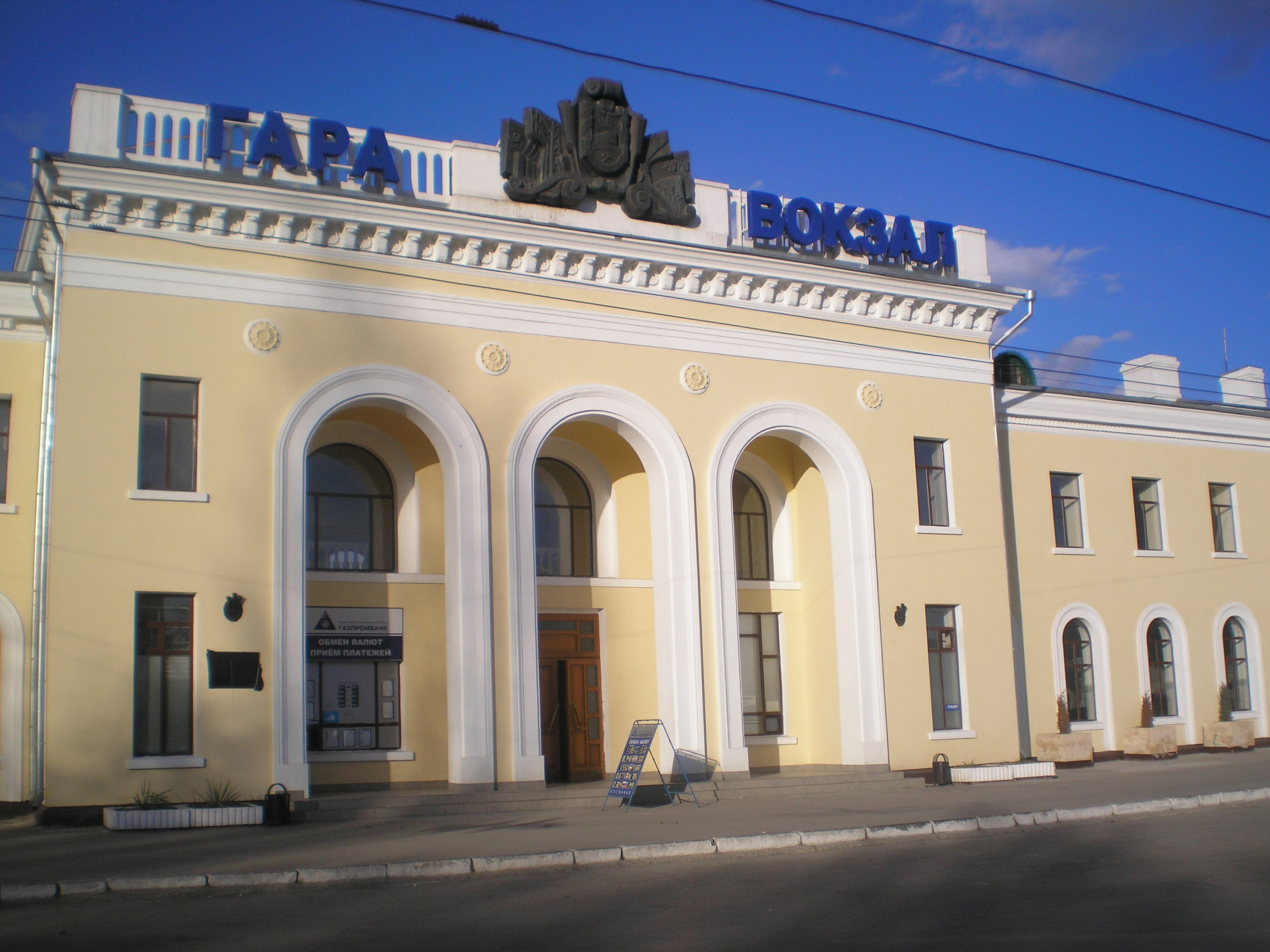
Gare de Tiraspol.

C'est en 1846 que l'ingénieur belge Züber commence à planifier une ligne de chemin de fer entre Odessa, Tiraspol et Parcani, mais ce n'est qu'au début des années 1860 qu'elle est construite jusqu'à Tiraspol. La gare de Razdelnaïa est reliée en 1867 à celle de Tiraspol, ce qui en fait la première ville de la région à permettre d'atteindre Odessa directement en chemin de fer. La gare est terminée à la fin de 1867. La ligne de chemin de fer jusqu'à Parcani est construite en 1870.
Au début du XXe siècle, le transport de passagers par chemin de fer est important pour la région. Il y avait plusieurs types de trains sur la ligne Odessa-Chișinău qui passait par Tiraspol : postal, passagers-marchandises, express. En avril 1944, la gare est incendiée par les armées allemandes et roumaines durant leur retraite devant l'Armée rouge, mais c'est l'un des premiers édifices à être reconstruits après la libération de la ville.
Jusqu'en 1992, une trentaine de trains par semaine passaient par la gare, mais depuis la sécession de la Transnistrie, la circulation des passagers vers la Moldavie est réduite à 3 ou 4 trains hebdomadaires ; vers Odessa en revanche, les navettes sont quotidiennes. En 2006, le train express no 65 Moscou-Chișinău s'arrête de nouveau à Tiraspol, et aussi, en été, le train Saratov-Varna. Depuis le 1er octobre 2010, la ligne no 641/642 Chișinău-Odessa est remise en fonction en passant par Tiraspol.
Le parvis de la gare a été reconstruit en 2013 et des projets d'agrandissement et de nouveaux éclairages sont en cours.

### Aérodrome
L'aérodrome se trouve à un kilomètre au nord-ouest de la ville. Il a été construit en 1989, comme aérodrome militaire. En 1991, il est réaménagé en aéroport de transport civil, et doit devenir l'aéroport principal de Transnistrie, mais les travaux sont arrêtés à cause des événements et du manque de financement. Le président Chevtchouk annonce en octobre 2012 que les travaux doivent reprendre pour en faire un aéroport de passagers. Le chef d'un délégation de parlementaires russes, Sergueï Gavrilov, annonce en novembre 2012 qu'à son avis l'aéroport devrait être financé par le budget russe.

## Économie
Tiraspol a développé une industrie centrée sur les meubles, les machines-outils, l'armement et les produits électriques.

## Religion

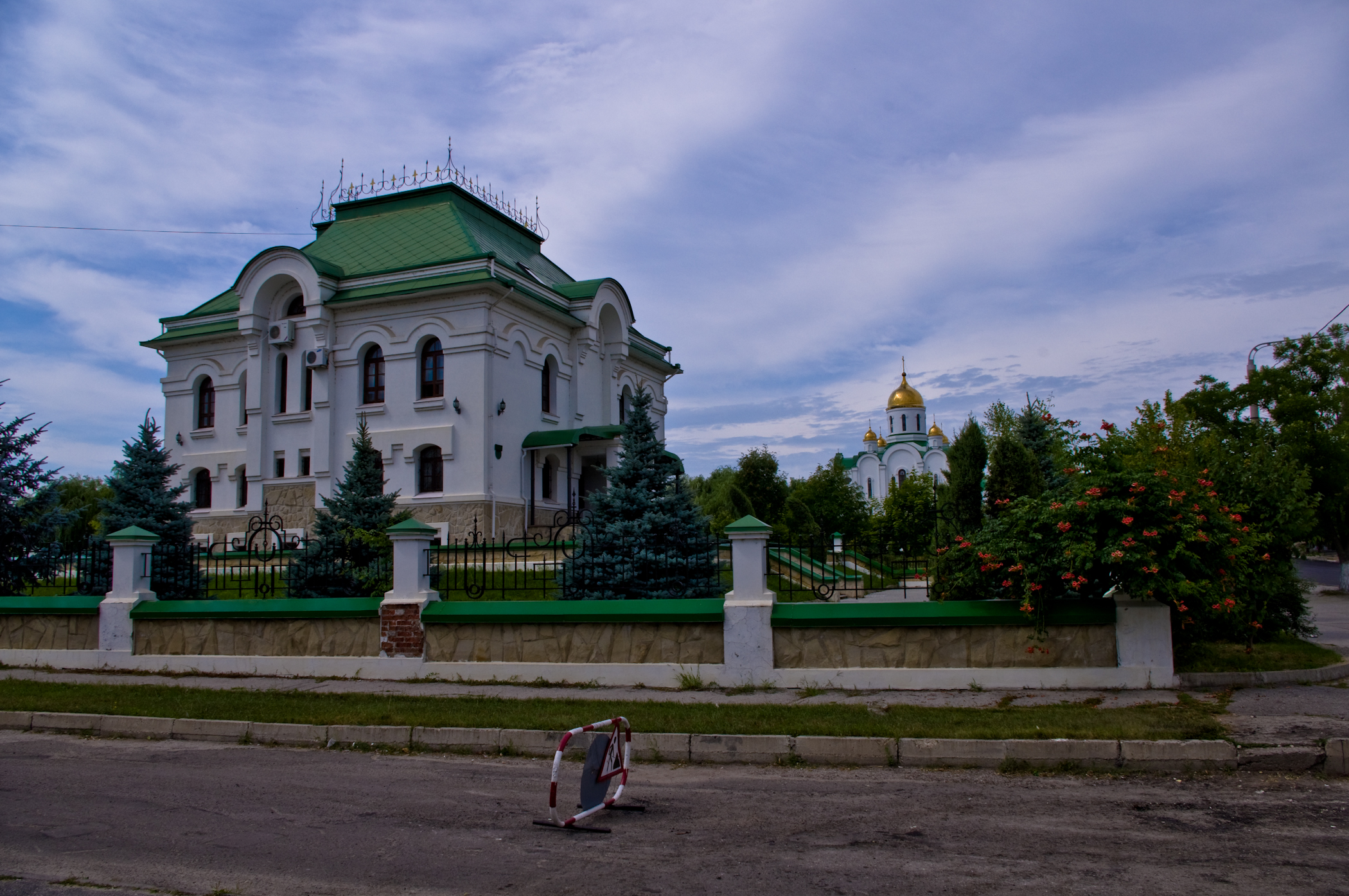
Siège de l'éparchie de Tiraspol et de Doubossary, au fond la cathédrale orthodoxe de Tiraspol.

La liberté religieuse a été rétablie en 1992 pour les fidèles de confession orthodoxe russe, qui représentent plus de 95 % des croyants. En revanche, l'activité des orthodoxes moldaves (évêché de Dubăsari et de Transnistrie), des orthodoxes vieux-croyants, des catholiques (archevêché de Tiraspol) et des évangéliques luthériens est surveillée de près et le prosélytisme leur est très difficile, car les autorités les considèrent comme des agents d'influence de puissances étrangères.
Au temps de l'Empire russe, l'archevêché catholique de Tiraspol avait juridiction sur toutes les paroisses catholiques du sud de l'Empire, mais l'archevêque résidait à Saratov où se trouvaient de fortes colonies d'allemands de la Volga. L'autre archevêque catholique, celui de Moguilev (résidant à Saint-Pétersbourg) avait juridiction sur toutes les autres paroisses du reste de l'Empire (hors Pologne). L'église catholique la plus importante est la cathédrale de la Nativité, et les catholiques disposent d'une paroisse en l'église de la Sainte-Trinité. Malgré les interdictions de prosélytisme, des églises néo-protestantes d'origine américaine, qualifiées de « sectes », sont apparues récemment.

## Enseignement
La ville abrite l'Université d'État de Transnistrie, fondée en 1930.

## Culture

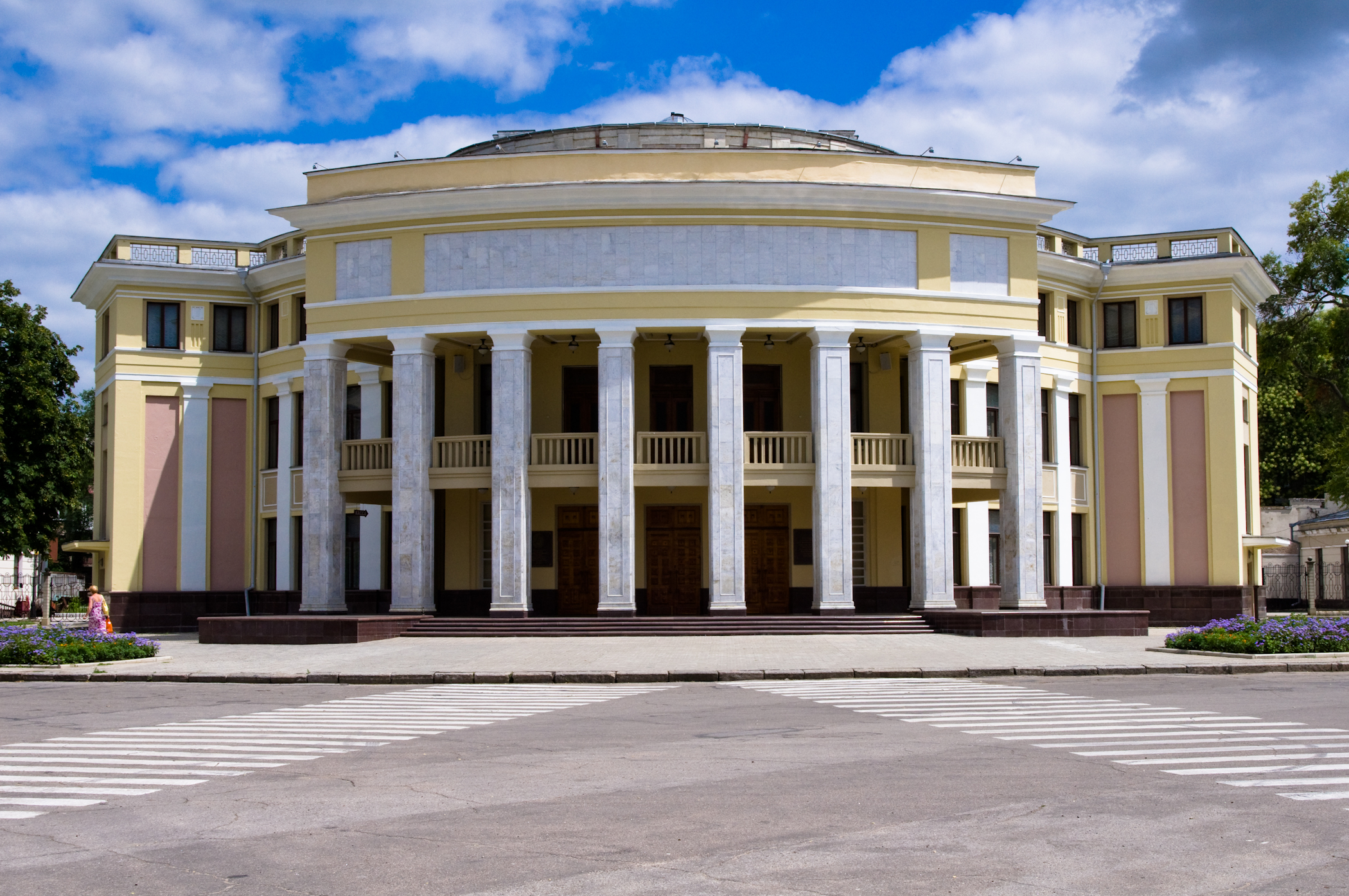
Façade du théâtre d'État de Tiraspol.

La vie culturelle est centrée autour d'institutions municipales ou étatiques. Les cinq musées de la ville sont regroupés sous la même institution d'État. Tiraspol dispose d'une bibliothèque centrale, la bibliothèque Pouchkine, avec huit filiales et une bibliothèque pour enfants, la bibliothèque Maïakovski.
La maison de la culture, intitulée « palais de la République », se trouve en centre-ville. C'est de lui que dépendent l'orchestre symphonique de Tiraspol, le chœur d'État de Transnistrie, la troupe de danse et de musique folklorique Viorica, le quintette Liberté, et le cirque d'État. Le groupe de danse et de musique folklorique « Vatra » est aussi important.
La ville dispose d'un théâtre dramatique depuis 1930, ainsi que d'un complexe multisalle de cinéma.
La municipalité a lancé en 1993 une association de culture et d'art qui regroupe 36 associations et institutions culturelles avec des correspondants dans plusieurs villes de l'étranger.
L'université d'État de Transnistrie exploite quatre musées: le musée d'Histoire de l'université, le musée archéologique, le musée zoologique et géologique et le musée de paléontologie.

## Sport

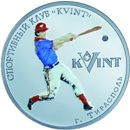
Pièce de monnaie de collection « Club de sport KVINT ».

Les sports les plus variés sont pratiqués à Tiraspol et les équipes se produisent en Transnistrie, ainsi que dans des championnats en Moldavie et en Ukraine.
C'est à Tiraspol que se trouve le club le plus titré de l'histoire du football de Moldavie, le club Sheriff Tiraspol. Il existe aussi un autre club de football, le club Tiraspol qui joue en division nationale de Moldavie et joue aussi contre le FC Sheriff. Le club le plus ancien de Moldavie, fondé en 1938, est le Tiligul, mais il a cessé d'exister en 2009 par manque de moyens financiers.
La ville dispose aussi d'un club de boxe et de lutte, qui entraîne les jeunes pour la lutte gréco-romaine, le kick-boxing, le judo et la boxe.
Le complexe sportif de la patinoire Snejinka a ouvert en 2008. C'est ici que s'entraîne l'équipe de hockey Platina et qu'ont lieu des matches de la ligue de jeunesse de hockey.
Il existe aussi divers club nautiques, de tir, de gymnastique, de gymnastique acrobatique. Le club d'aviron est celui où s'entraînent de grands champions, comme la championne olympique d'aviron (1980) Elena Khloptseva, issue du club de Tiraspol, de même que les champions olympiques à Londres en 2012, Alexandre Diatchenko (canoë-kayak) et Youri Postrigaï (canoë-kayak), premiers dans l'histoire de cette discipline pour la Russie.
Le club Kvint fonctionne depuis 1995c; il permet de pratiquer le tennis, la boxe, l'aïkido et le baseball. L'équipe de baseball du KNIT a remporté les championnats de Moldavie de 1996 à 2003 et en 1998 et 1999 la médaille de bronze en Ukraine.
C'est en 2004 qu'est apparue le SK Record, club universitaire pour le kickboxing et le 9 novembre 2012 le tournoi international de kickboxing en discipline К-1 selon les règles du WAKO PRO s'est déroulé à Tiraspol.
Le handball masculin est représenté par l'équipe PGU-Sdiushor-1.
Le 28 septembre 2021, le club de football de la ville, le Sherif Tiraspol, bat le Real Madrid sur sa pelouse 2 à 1 lors de la 2e journée de la ligue des champions.

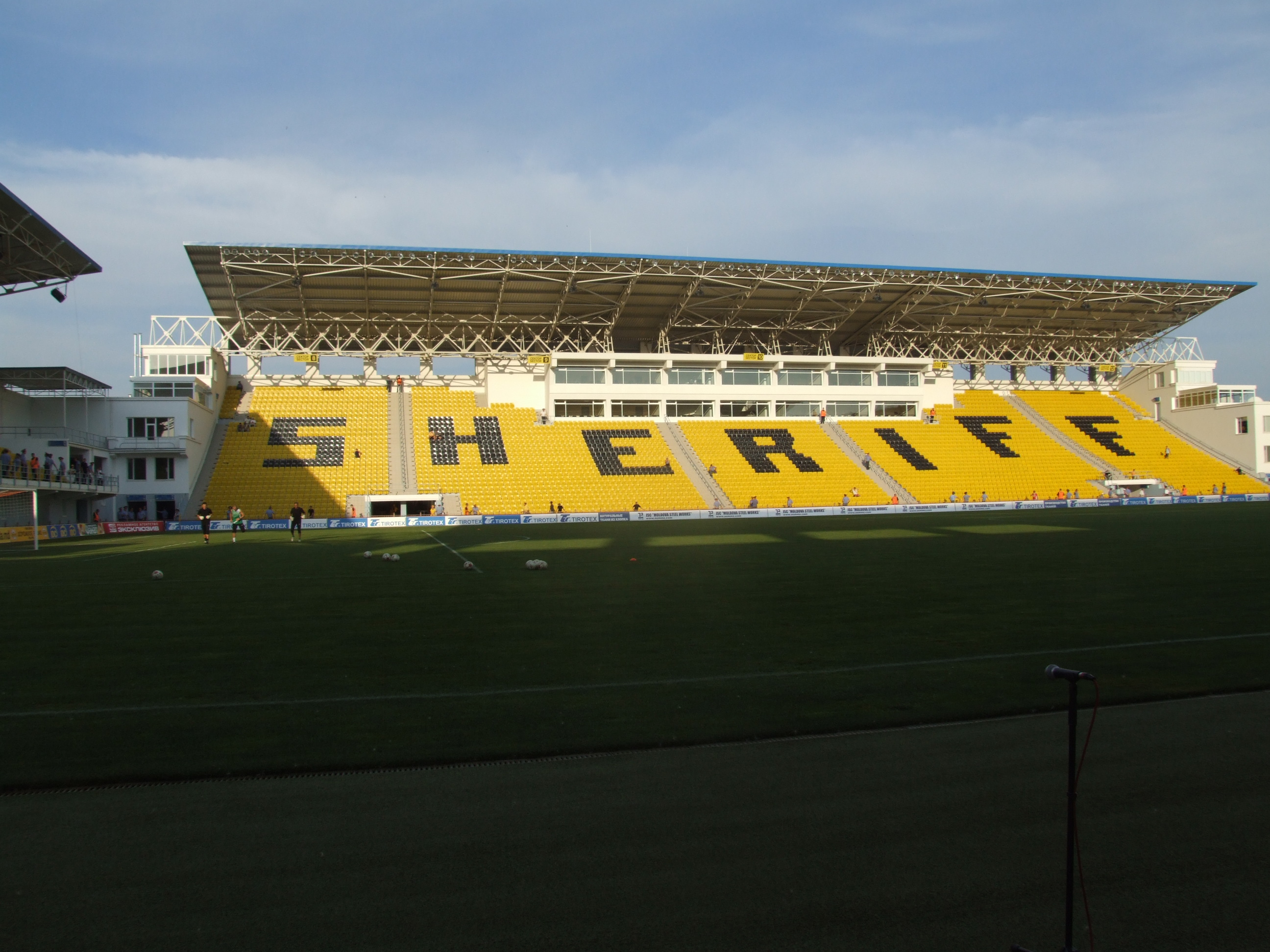
Vue du stade "Sheriff".
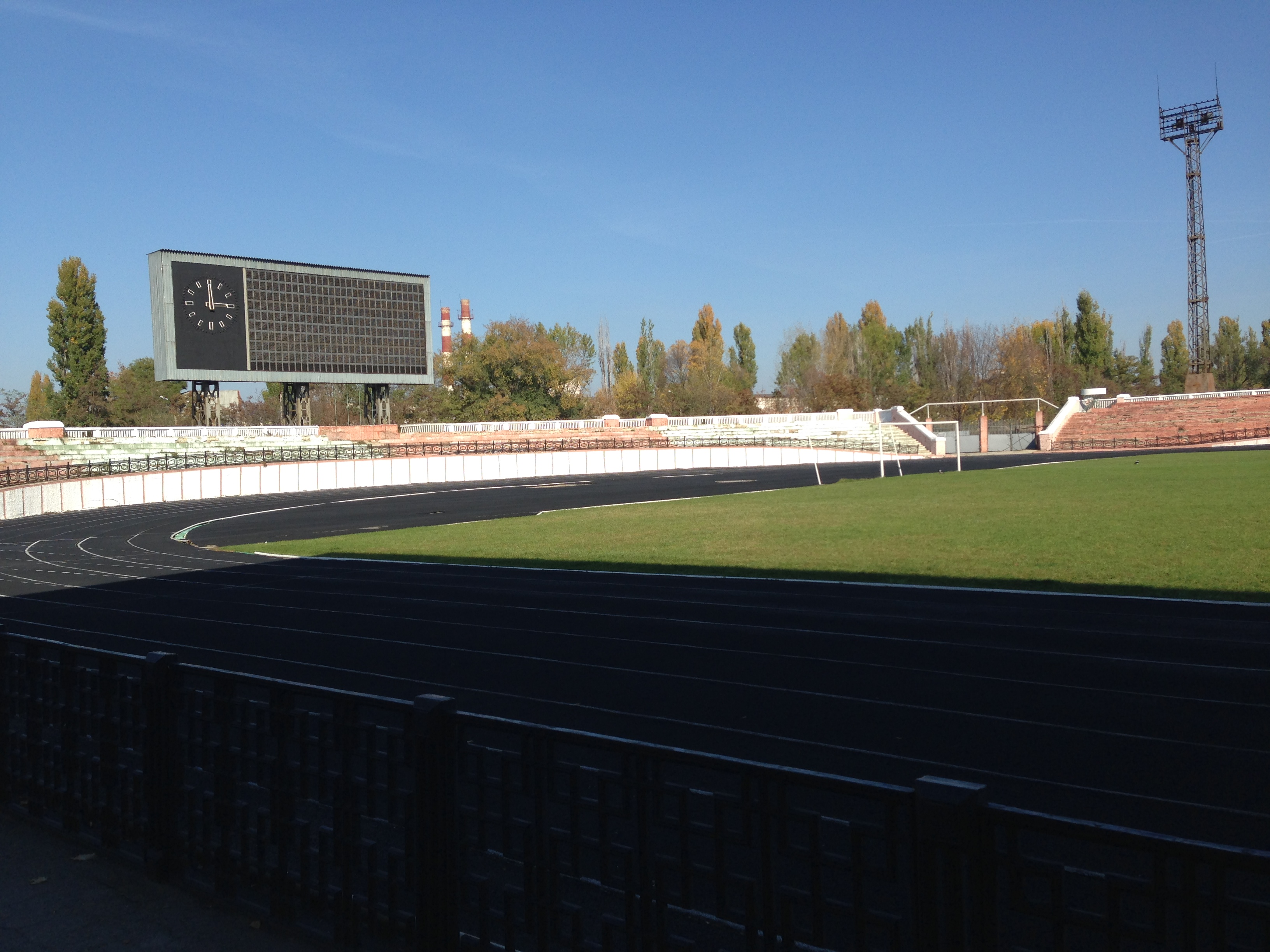
Vue du stade municipal.

## Politique
| Identité                        | Période | Période | Durée |
| Identité                        | Début   | Fin     | Durée |
| ------------------------------- | ------- | ------- | ----- |
| Oleg Dovgopol (en) (né en 1975) |         |         |       |

## Personnalités liées à la commune
- Daria Diatchenko (1924-1944), héroïne de l'Union soviétique, y est morte.
- Guéorgui Ivanov (1882—1937) — pédagogue, diplômé de l'Université Impériale de Novorossia, directeur du Lycée municipal Alekseevskaya pour garçons[21].
- Michel Larionov (1881-1964), peintre, y est né.

## Jumelages
- Allemagne : Eilenbourg[22]
- Ukraine :  Izmaïl, Odessa, Mykolaïv, Ternopil, Tcherkassy, Kherson
- Russie : Belgorod[23], Volgograd, Koursk, Obninsk, Kalouga, Severodvinsk, Novossibirsk
- Biélorussie : Minsk[24]
- Abkhazie : Soukhoumi[25]
- Norvège : Trondheim[26]
- Israël : Ashdod
- Portugal : Santarém[27]
- Moldavie : Bălți
- Ossétie du Sud : Tskhinvali[28]

## Galerie

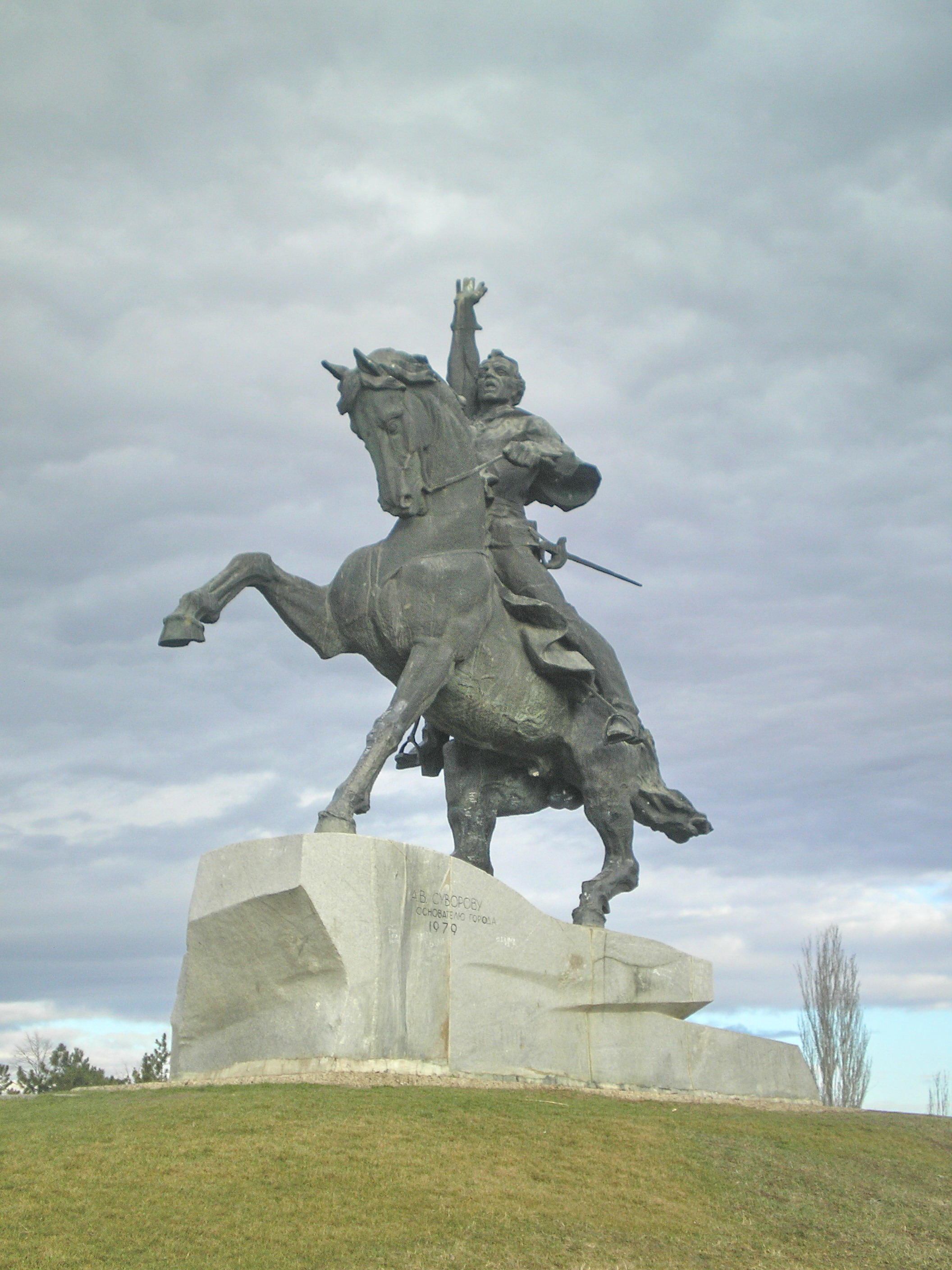
Statue de Souvorov (1979).
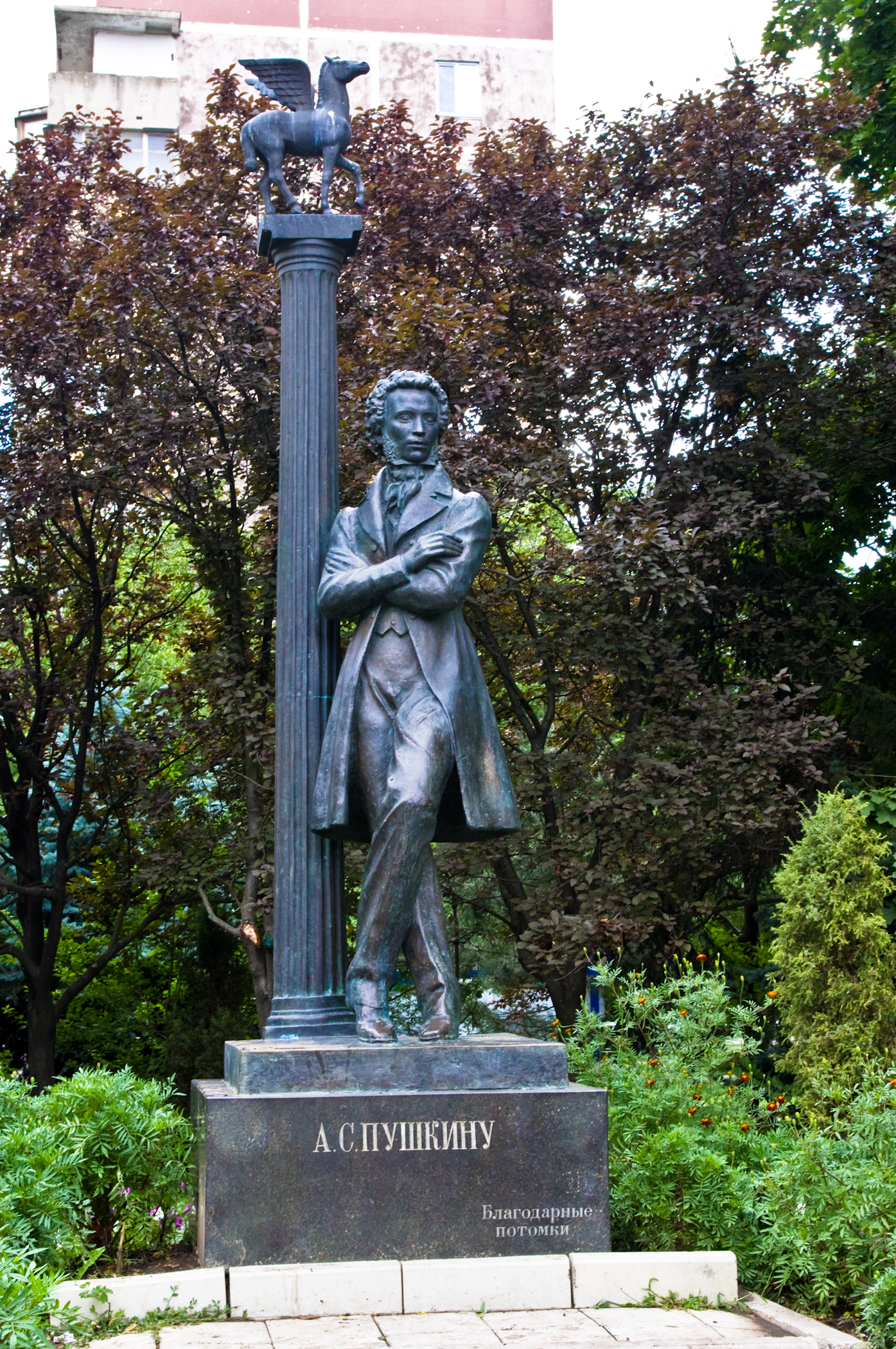
Statue de Pouchkine dans le centre-ville de Tiraspol, devant la bibliothèque municipale.
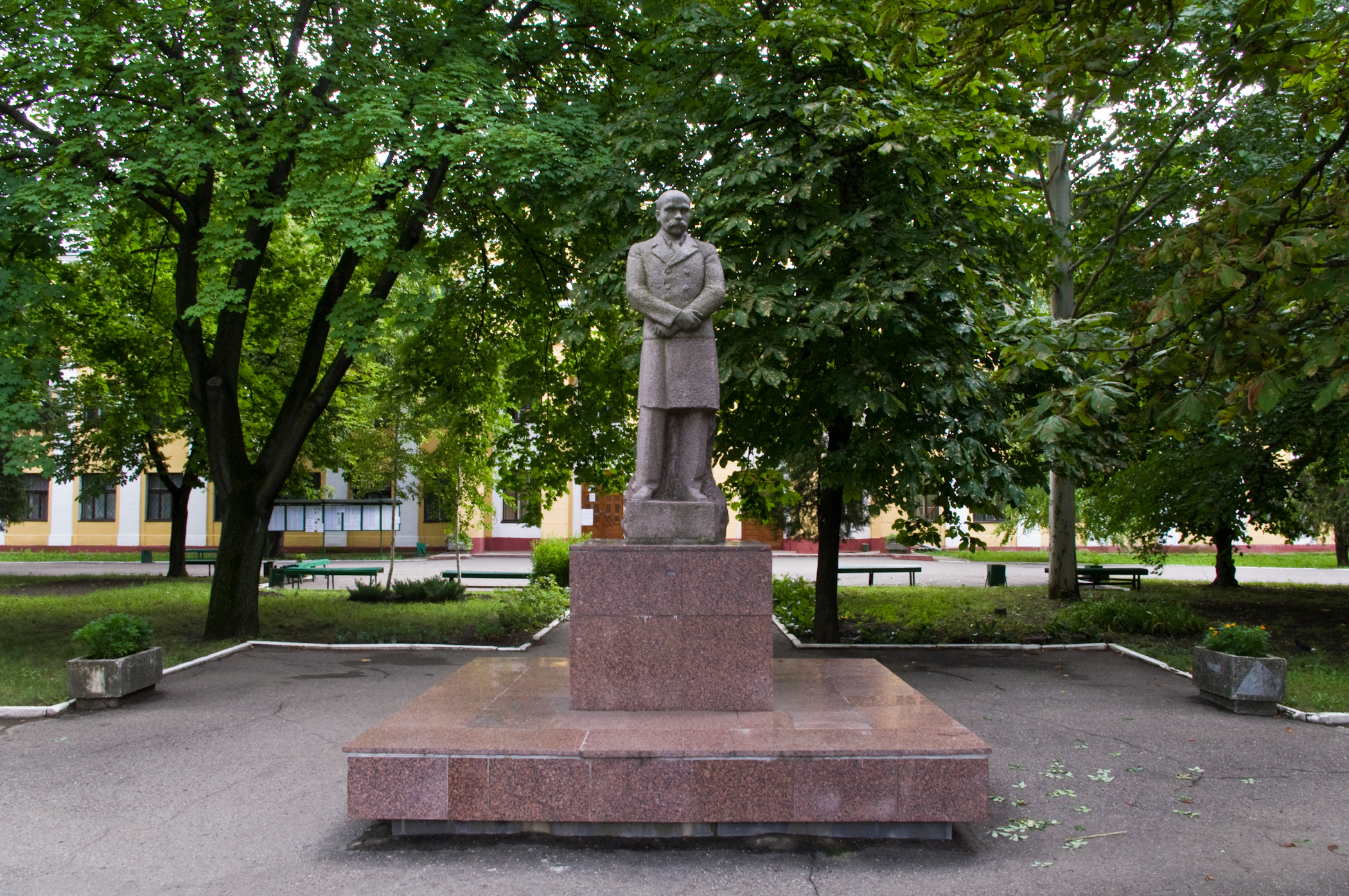
Statue de Chevtchenko, près de l'institut technique du génie.
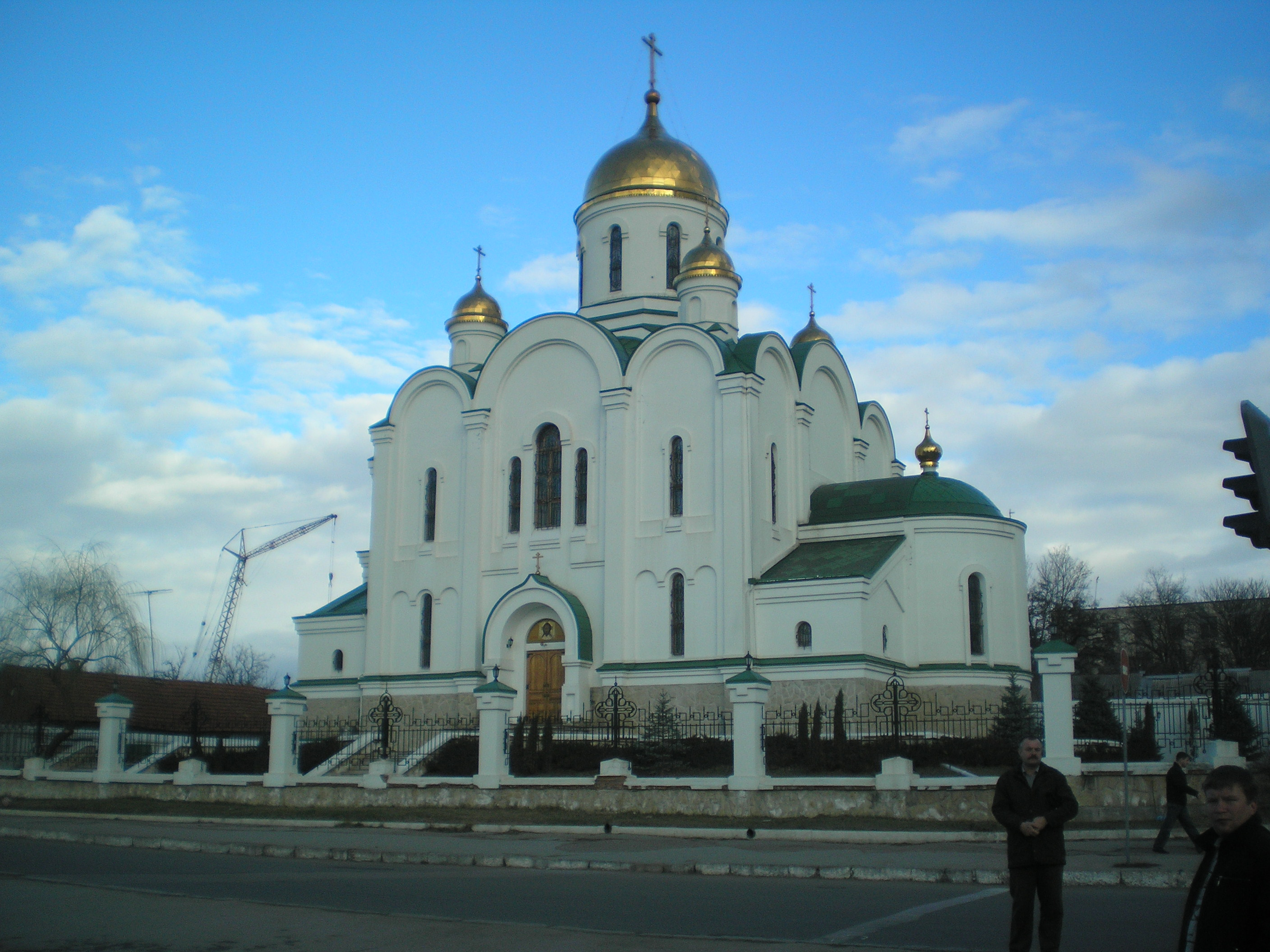
Cathédrale orthodoxe de la Nativité-du-Christ (1998-2000).